# Doniophyton
Doniophyton – rodzaj roślin z rodziny astrowatych (Asteraceae). Obejmuje dwa gatunki występujące w północnym i środkowym Chile oraz w Argentynie.

## Morfologia
PokrójRośliny zielne osiągające kilka cm wysokości, o łodydze podnoszącej się lub płożącej, czasem z kolcami skupionymi w pęczkach.
LiścieSkrętoległe i siedzące. Blaszka równowąska do wąskolancetowatej, całobrzega, jednonerwowa.
KwiatyZebrane w pojedynczy, siedzący koszyczek. Okrywa półkulista do dzwonkowatej, z 4–5 rzędami listków. Dno koszyczka płaskie lub wypukłe, szczeciniaste. Kwiaty na skraju koszyczka żeńskie, wewnątrz obupłciowe. Pręciki osadzone u nasady korony, z wolnymi nitkami. Główki z nasadą długostrzałkowatą z całobrzegim wyrostkiem łącznika. Szyjka słupka krótko rozwidlona.
OwoceNiełupki stożkowate, gęsto owłosione, z pierzastym puchem kielichowym.

## Systematyka
Pozycja systematyczna
Rodzaj z plemienia Barnadesieae i podrodziny Barnadesioideae w obrębie rodziny astrowatych (Asteraceae). 
Wykaz gatunków
- Doniophyton anomalum (D.Don) Kurtz
- Doniophyton weddellii Katinas & Stuessy